# Дот (язык)
Дот (также дотт, дуат, дват, зоди; англ. dot, dott, dwat, zodi; самоназвание: shérǝ́m zoɗi) — чадский язык (или диалект), распространённый в центральных районах Нигерии (в штате Баучи). Входит в состав кластера дас подгруппы барава группы южные баучи (заар) западночадской языковой ветви. Наиболее близкими для него являются языки (или диалекты) зумбул и ванди (ванди-вангдай).
Численность говорящих — около 37 582 человек (2002).
В языковой системе идиома дот отмечаются многие характерные для чадской семьи фонологические и морфологические черты. В их числе противопоставление гласных по долготе — краткости; распространение имплозивных, преназализованных смычных и латеральных фрикативных согласных; наличие смыслоразличительных тонов (ровных и контурных); отсутствие грамматической категории рода; выражение времени, вида и наклонения с помощью нескольких рядов личных местоимений. Кроме того, язык дот характеризуется наличием в системе консонантизма большого числа согласных фонем и наличием в грамматике заимствований из языка хауса (союзы, вспомогательные глаголы, частицы и т. д.). Также из хауса в большом объёме заимствована лексика — лексический фонд языка дот содержит до 25% слов, взятых из языка хауса.
Статус идиома дот как языка не является общепризнанным: в тех или иных классификациях чадских языков дот может рассматриваться и как самостоятельный язык, и как диалект языка дасс. Также под термином язык дотт могут объединять близкородственные идиомы дот (зоди), зумбул и вангдай, противопоставленные в пределах кластера дасс языку бараза с диалектами бараза и дур. Диалектная дифференциация в ареале дот не отмечается. Язык/диалект дот бесписьменный.

## Классификация
В соответствии с классификацией чадских языков, предложенной американским лингвистом П. Ньюманом, дотт (дот) как самостоятельный язык включён в группу южные баучи (заар) западночадской языковой ветви вместе с языками и кластерами богхом (боггом), дасс (дас), геджи, гурунтум, гуус (сигиди), джими, джу, мангас, польчи, заар (сайанчи), зари (закши) и зеем.
Согласно исследованиям К. Симидзу группа южные баучи делится на две подгруппы, западную и восточную. Западная подгруппа, или барава, включает пять языковых кластеров: геджи, польчи, зеем, дасс и сайя. В пределах данной подгруппы были обособлены два северных кластера — геджи и польчи, и три южных кластера — зеем, дасс и сайя. К. Симидзу отнёс к кластеру дасс два самостоятельных языковых образования: в первое были включены диалекты дикши (бараза) и бандас (дур), во второе — диалекты боодли (зумбул), вангдай (ванди) и зоди (дуат, дват). Идиомы зоди (дот), ванди и зумбул, достаточное близкие и взаимопонимаемые друг с другом, представляют по мнению К. Симидзу диалекты одного пучка. Б. Карон вслед за К. Симидзу выделил в кластере дасс два языка: бараза (с диалектами бараза и дур) и дотт (с диалектами зумбул, вангдай и зоди (дот)), но в отличие от классификации К. Симидзу, в которой языки были только пронумерованы, Б. Карон дал языкам условные названия по наименованиям наиболее известных диалектов.
В более подробных классификациях идиом дот является частью языкового кластера дасс, в рамках которого рассматривается как диалект или как язык. Помимо дот в данный кластер включаются языки/диалекты лукши (лукши-докши), дурр-бараза (дуур-бараза), зумбул и ванди (ванди-вангдай). Языки/диалекты объединения дасс являются частью подгруппы барава группы южные баучи подветви баучи-баде западночадской ветви чадской семьи (группа южные баучи также может обозначаться как группа заар, или B.3, а подветвь баучи-баде как подветвь B).

## Лингвогеография

### Ареал и численность
В октябре 2003 года правитель народа дот провёл неофициальную перепись населения в подчинённых ему районах. Согласно этой переписи, численность дот составила 37 582 человека. Представители языкового сообщества дот живут в селении Дотт, в самом крупном населённом пункте в области расселения народа дот, а также в небольших селениях, размещённых в семи районах — в Wakííli, Kuleetó, Galaadiima, Ɓábaar, Sáráárí, Círooma и Ɓondí. Ещё в четырёх районах — в Káágádáámá, Sáábóngarí, Góóbírááwá и Hárɗo — подчиняющихся правителю дот, местные жители говорят на языках хауса и фульфульде.

### Социолингвистические сведения
Носители языка дот относят себя к большой этнической общности, которую представители народа хауса называют барава (согласно народной этимологии, этот этноним происходит от слова bààr̃ee «неудачник, странный человек»). В состав барава включают все языковые сообщества группы южные баучи, исключая носителей языков заар, гуус, болу, пелу, геджи и заранда. Представители народа дот начали массово принимать ислам с 1960-х годов. В настоящее время большинство дот мусульмане, но среди них есть также группы христиан, у части дот сохраняются традиционные верования. Практически все носители языка дот двуязычны — помимо дот владеют также языком хауса.

## Лингвистическая характеристика

### Фонетика и фонология

#### Гласные
Систему вокализма языка дот Б. Карон определяет как шестифонемную. Гласные различаются по степени подъёма языка, по ряду, по наличию или отсутствию лабиализации, а также по долготе — краткости:
| подъём  | ряд               | ряд               | ряд             |
| подъём  | передний          | средний           | задний          |
| подъём  | нелабиализованные | нелабиализованные | лабиализованные |
| ------- | ----------------- | ----------------- | --------------- |
| верхний | i i:              |                   | u u:            |
| средний | e e:              | ə ə:              | o o:            |
| нижний  | a a:              |                   |                 |

В заимствованных словах из языка хауса встречаются дифтонги aw, ay, oy, uy, əy. В исконной лексике языка дот дифтонги не отмечаются. Исключение составляют случаи сочетания конечной гласной основы с морфемой -i(i), возникающие в результате суффиксации. Краткие гласные /i/ и /ə/ в ряде случаев трудноразличимы, особенно в грамматических формантах. Имеется ограниченное число примеров закрытых слогов, которые бы различались указанными гласными (min «человек» — ndʒwáámən «маленький»). В позиции конца слова фонема /ə/ представлена вариантом [i]. Назализованные гласные в языке дот отсутствуют.

#### Согласные
Система консонантизма языка дот состоит из сравнительно большого числа фонем. Б. Карон рассматривает среди прочих как самостоятельные фонемы палатализованные, лабиализованные и преназализованные согласные (в парах согласных слева приведены глухие согласные, справа — звонкие):
| по способу образования    | по способу образования | по месту образования | по месту образования | по месту образования | по месту образования | по месту образования | по месту образования | по месту образования | по месту образования |
| по способу образования    | по способу образования | губные               | губные               | переднеязычные       | переднеязычные       | переднеязычные       | дорсальные           | дорсальные           | глоттальн.           |
| по способу образования    | по способу образования | губно- губные        | губно- зубные        | зубные               | альвеол.             | пост- альвеол.       | средне- язычные      | задне- язычные       | глоттальн.           |
| ------------------------- | ---------------------- | -------------------- | -------------------- | -------------------- | -------------------- | -------------------- | -------------------- | -------------------- | -------------------- |
| взрывные                  | тв.                    | p b                  |                      | t d                  | t d                  | t d                  |                      | k g                  | ʔ                    |
| взрывные                  | м.                     | p’ b’                |                      | t’                   | t’                   | t’                   |                      | k’ g’                |                      |
| взрывные                  | лаб.                   |                      |                      | tʷ dʷ                | tʷ dʷ                | tʷ dʷ                |                      | kʷ gʷ                |                      |
| взрывные                  | прен.                  | mb                   |                      | nd                   | nd                   | nd                   |                      | ng                   |                      |
| взрывные                  | прен. м.               |                      |                      |                      |                      |                      |                      | ng’                  |                      |
| взрывные                  | прен. лаб.             |                      |                      | ndʷ                  | ndʷ                  | ndʷ                  |                      | ngʷ                  |                      |
| имплозивные               | тв.                    | ɓ                    |                      | ɗ                    | ɗ                    | ɗ                    | ƴ                    |                      |                      |
| имплозивные               | м.                     | ɓ’                   |                      | ɗ’                   | ɗ’                   | ɗ’                   |                      |                      |                      |
| аффрикаты                 | нелаб.                 |                      |                      |                      | t͡s d͡z                | t͡ʃ d͡ʒ                |                      |                      |                      |
| аффрикаты                 | лаб.                   |                      |                      |                      | t͡sʷ d͡zʷ              |                      |                      |                      |                      |
| аффрикаты                 | прен.                  |                      |                      |                      | nd͡z                  | nd͡ʒ                  |                      |                      |                      |
| аффрикаты                 | прен. лаб.             |                      |                      |                      |                      | nd͡ʒʷ                 |                      |                      |                      |
| фрикативные               | нелаб.                 |                      | f                    |                      | s z                  | ʃ                    |                      |                      | h                    |
| фрикативные               | лаб.                   |                      | fʷ                   |                      | sʷ                   |                      |                      |                      |                      |
| фрикативные               | прен.                  |                      | mv                   |                      | nz                   |                      |                      |                      |                      |
| латеральные фрикативные   | тв.                    |                      |                      | ɬ                    | ɬ                    | ɬ                    |                      |                      |                      |
| латеральные фрикативные   | м.                     |                      |                      | ɬ’                   | ɬ’                   | ɬ’                   |                      |                      |                      |
| латеральные фрикативные   | лаб.                   |                      |                      | ɬʷ                   | ɬʷ                   | ɬʷ                   |                      |                      |                      |
| носовые                   | нелаб.                 | m                    |                      | n                    | n                    | n                    | ɲ                    | ŋ                    |                      |
| носовые                   | лаб.                   |                      |                      | nʷ                   | nʷ                   | nʷ                   |                      |                      |                      |
| дрожащие                  | тв.                    |                      |                      | r                    | r                    | r                    |                      |                      |                      |
| дрожащие                  | м.                     |                      |                      | r’                   | r’                   | r’                   |                      |                      |                      |
| дрожащие                  | лаб.                   |                      |                      | rʷ                   | rʷ                   | rʷ                   |                      |                      |                      |
| аппроксиманты             | аппроксиманты          |                      |                      |                      |                      |                      | j                    | w                    |                      |
| латеральные аппроксиманты | тв.                    |                      |                      | l                    | l                    | l                    |                      |                      |                      |
| латеральные аппроксиманты | м.                     |                      |                      | l’                   | l’                   | l’                   |                      |                      |                      |
| латеральные аппроксиманты | лаб.                   |                      |                      | lʷ                   | lʷ                   | lʷ                   |                      |                      |                      |

Все слова в языке дот начинаются на согласный. Как и в языке хауса начальный глоттальный взрывной на письме не обозначается: a [ʔa] «в, на, при, у, около»; ú [ʔú] (показатель генитива); éɬi [ʔéɬi] «живность». Латеральный фрикатив ɮ в языке дот отсутствует.
Фонема /к/ имеет два основных аллофона. В речи с медленным темпом эта фонема реализуется в начальной позиции и после согласного как [k] и во всех остальных случаях как [[[Глухой увулярный взрывной согласный|q]]]. В нормальном темпе речи на месте [q] в интервокальной позиции произносится [ɣ], в позиции перед носовым согласным /к/ реализуется как [x], в позиции конца слова — как [ʔ] или [ø].
Лабиализация перед краткой /o/ нерегулярна: gon «здесь» [gwón ~ gón]. Согласные g, ŋg, l, r, m, n и ŋ палатализуются в позиции перед гласными /i/ и /e/. Губные и альвеолярные согласные оглушаются в позиции на конце слова и глоттализуются в интервокальной позиции: gət «женщина» (в общей форме) — gəɗ-i «женщина» (в определённой форме).

#### Просодия
Дот является тональным языком. Для его фонологической системы характерно наличие двух ровных тоновых уровней: высокого и низкого, а также двух контурных уровней: восходящего и нисходящего.

### Морфология
В языке дот выделяют следующие части речи: имя существительное, имя прилагательное, имя числительное, местоимение, глагол, наречие, а также служебные слова (предлоги, частицы, союзы) и междометия.

#### Имя существительное
Морфологическая система имени существительного языка дот характеризуется отсутствием грамматической категории рода и лексикализацией грамматической категории числа. Противопоставление по числу представлено единичными примерами, которые относятся к категории слов, называющей людей. Супплетивные формы множественного числа включают, в частности, такие слова, как mǝ́ɬi «женщины» — gǝt «женщина»; méér «дети» — wún «ребёнок». В то же время на число имени существительного могут указывать неопределённые детерминативы и согласуемые с существительным указательные и относительные местоимения. Например, число имени существительного могут определять местоимения goní «этот, эта, это» — dʒoní «эти»: ɬáá goní «эта корова» — ɬáá dʒoní «эти коровы».
Посессивные конструкции имён существительных строятся с помощью показателя генитива ú ([ʔú] или [ʔǝ́]): lok ú zoɗi «король, правитель зоди»; bǝn ú bas ú wún «дом отца девочки».
На определённость имени существительного может указывать суффикс -i: kóógee dʒen-i «каждый год». В то же время определённость в случае использования данного суффикса выражается только отчасти, скорее суффикс -i можно интерпретировать как маркер индивидуализации.
На неопределённость в языке дот указывает детерминатив, имеющий форму единственного (gǝlǝˆm) и множественного числа (dʒilǝˆm). Детерминатив может находиться после согласуемого с ним имени существительного: ɗii ma bǝn ǝrǝ́m gǝlǝˆm ndi «мы чего-нибудь не знаем» — ɗii (показатель негатива в перфекте) ma (местоимение 1-го лица множественного числа) bǝn (глагол «знать») ǝrǝ́m («вещь») gǝlǝˆm (детерминатив «некоторый» в единственном числе) ndi (показатель отрицания); bukáá mbǝ́rti dʒilǝˆm «после нескольких дней» — bukáá («после») mbǝ́rti («день») dʒilǝˆm (детерминатив «некоторый» во множественном числе). Также возможна позиция детерминатива перед согласуемым с ним именем существительным, представленным в определённой форме с суффиксом -i, при этом второй слог детерминатива обретает высокий тон: ɗii a táɓa pat-ti gǝlǝ́m ǝrǝ́m-i gu... «у меня никогда не было чего-нибудь такого, что...» — ɗii (показатель негатива в перфекте) a (местоимение 1-го лица единственного числа) táɓa (вспомогательный глагол) pat-ti (отглагольное существительное, образованное от глагола «получать») gǝlǝ́m (детерминатив «некоторый» в единственном числе) ǝrǝ́m-i (существительное «вещь» в определённой форме) gu (релятив).

#### Имя прилагательное
Адъективные функции в языке дот, выражаемые именами прилагательными и причастиями, в достаточной степени развиты. Имя прилагательное является широко употребительной частью речи, формы прилагательных имеют произвольное число слогов и тональных схем: ɓǝri «белый»; ʃúúɗi «голубой»; bari «большой»; bǝli «сладкий»; limi «глубокий»; mámbǝri «новый»; ʃindi «холодный»; mat «пустой».
В адъективных конструкциях атрибутивные прилагательные следуют за существительным («имя существительное + имя прилагательное»): leemú bǝli «апельсин» (буквально «лимон сладкий»); ɬáá ɓǝri «белая корова» (буквально «корова белая»).  Возможны также адъективные конструкции, образуемые аналитическим способом с использованием показателя генитива ú («имя существительное + ú + имя прилагательное»): dzwam ú zíí «железо» (буквально «металл чёрного»); dzwam ú laari «медь» (буквально «металл красного»); peeɗi ú ɓǝri «солнечный свет» (буквально «солнце белого»); sǝr ú tǝmi «неплохая песня» (буквально «песня неплохого»); ʃááwarí ú moní «хороший совет» (буквально «совет хорошего»); es ú bari «старший брат» (буквально «брат старшего»); es ú gǝɓi «младший брат» (буквально «брат младшего»); ɬaŋlaa ú limi «глубокая река» (буквально «река глубокого»).
В классе предикативных прилагательных для построения адъективных конструкций используется неглагольная связка ni «быть» («имя существительное + имя прилагательное + ni»): yàáŋ goní sooríí ni «этот мужчина плохой» — yàáŋ («мужчина») goní («этот») sooríí («плохой») ni (связка, или копула). В конструкциях с отрицанием используется частица ndi: ɬáy zíí ni ndi, ɓǝri ni «эта корова не чёрная, а белая» — ɬáy (существительное «корова» в определённой форме) zíí («чёрный») ni (связка, или копула) ndi (частица отрицания) ɓǝri («белый») ni (связка, или копула). Также в адъективных конструкциях используется связка níí, возникшая в результате контаминации связки ni и показателя генитива ú («имя существительное + níí + имя прилагательное»): pǝɗi níí bari «это дерево большое» — pǝɗi (существительное «дерево» в определённой форме) níí (связка-показатель генитива) bari («большой»); ɬáy níí zíí «эта корова чёрная» — ɬáy (существительное «корова» в определённой форме) níí (связка-показатель генитива) zíí («чёрный»).

#### Числительное
Числительные языка дот:
| 1  | nəm         |
| 2  | rop         |
| 3  | maakǝ́       |
| 4  | wópsi       |
| 5  | namtám      |
| 6  | maamak      |
| 7  | wúsúr-maakǝ́ |
| 8  | wúsúpsi     |
| 9  | natǝ́rǝ́psi   |
| 10 | sup         |

| 11   | sup-ʧéɗíí-nəm       |
| 12   | sup-ʧéɗíí-rop       |
| 13   | sup-ʧéɗíí-maakǝ́     |
| 20   | suɓii-rop           |
| 21   | suɓii-rop-ʧéɗíí-nəm |
| 30   | suɓii-maakǝ́         |
| 40   | suɓii-wópsi         |
| 50   | suɓii-namtám        |
| 100  | suɓii-sup           |
| 1000 | dúbúú               |

Порядковые числительные образуются при помощи показателя генитива ú, который ставится перед соответствующей формой количественного числительного: ú nəm «первый», ú rop «второй», ú maakǝ́ «третий» и т. п.

#### Местоимение
Как и в большинстве остальных чадских языков показатели значения времени, вида и наклонения в языке дот несут не глагольные формы, а субъектные приглагольные местоимения и аналитические показатели, находящиеся в позиции перед глаголом. В дот выделяют аорист, длительное (продолженное) время и будущее время. Особо маркируются перфект и хабитуалис. Также глаголы не изменяются по лицам и числу, эти категории выражаются только формами местоимений.
Субъектные местоимения языка дот (в формах аориста, продолженного и будущего времени):
| форма              | единственное число | единственное число | единственное число | множественное число | множественное число | множественное число |
| форма              | 1-е лицо           | 2-е лицо           | 3-е лицо           | 1-е лицо            | 2-е лицо            | 3-е лицо            |
| форма              | я                  | ты                 | он, она, оно       | мы                  | вы                  | они                 |
| ------------------ | ------------------ | ------------------ | ------------------ | ------------------- | ------------------- | ------------------- |
| аорист             | a                  | ú                  | ø                  | ma                  | ko                  | tǝ                  |
| продолженное время | ám                 | kyáà               | tyáà               | maa                 | kwaa                | taa                 |
| будущее время      | máá                | kíí                | ø                  | man                 | kon                 | tin                 |

Аорист в языке дот не маркируется. Приглагольные местоимения в аористе указывают только на лицо и число. В случае, если субъект выражен другими частями речи, аорист отмечается нулевым показателем. Продолженное время представляет собой локативную конструкцию из предлога a «в, на, при, у, около» и отглагольного существительного. После местоимения 1-го лица единственного числа предлог a опускается. В конструкциях без местоимений a является единственным маркером продолженного времени: súkɗí ø lwáksi ú ǝrə́m gu mbákǝ́ŋ a pǝ́r-ti «кролик недоволен тем, что делает козёл» — súkɗí («кролик») ø (нулевой показатель аориста) lwáksi («быть недовольным, раздражённым») ú (показатель генитива) ǝrə́m («вещь») gu (релятив) mbákǝ́ŋ («(он) козёл») a (предлог-показатель продолженного времени) pǝ́r-ti (отглагольное существительное, образованное от глагола «делать»). Формы будущего времени, в которых субъект выражен не местоимениями, образуются с помощью показателя níí: ǝr si níí ndə́r ma a ga lok «вот он тот, кто отведёт нас к правителю» — ǝr (местоимение 3-го лица единственного числа) si (фокус) níí (показатель будущего времени) ndə́r («отводить») ma (местоимение 1-го лица множественного числа в форме прямого дополнения) a (предлог «в, на, при, у, около») ga («сторона») lok («правитель, король»).
Формы перфекта образуются комбинацией показателя аориста с частицей hak, следующей за глаголом. Начальная h в частице перфекта после согласной подвергается ассимиляции, после гласных i, e она изменяется в [y] < h, после гласных o, u — в [w] < h, после гласной a начальная h не изменяется. В зависимости от фонетического окружения конечная k представлена стандартными для этой согласной аллофонами, исключая позицию, в которой частице hak, находящейся в конце фразы, предшествует гласная a — в этом случае конечная k отпадает и частица произносится как [haa]: ín yaan si ø kap [paq] too... «если кто-то согласен, что ж, хорошо...» — ín («если») yaan («некто, кто-то») si (фокус) ø (нулевой показатель аориста) kap («принимать, брать») [paq] (частица префекта) too («хорошо»);  min ø tá [haa] «люди вышли» — min («человек, люди») ø (нулевой показатель аориста) tá («выходить») [haa] (частица префекта); tǝ féé sárkín-yááki [yaʔ] «они рассказали военачальнику» — tǝ (местоимение 3-го лица множественного числа в форме аориста) féé («рассказывать») sárkín-yááki («военачальник») [yaʔ] (частица префекта).
Формы хабитуалиса образуются при помощи служебного слова ɗa, занимающего позицию между показателем аориста и глаголом: yaan ɗa rǝ́s a maaŋti ú tóó mat ndi «люди не ходят на войну с пустыми руками» — yaan («некто, кто-то») ɗa (показатель хабитуалиса) rǝ́s («идти») a (предлог «в, на, при, у, около») maaŋti («война»)  ú (показатель генитива) tóó («рука») mat («пустой») ndi (показатель отрицания). Показатель ɗa используется также в предложениях с глагольными комплексами будущего времени: sukíí gu tin ɗa pǝ́r aɗa «тем же способом они будут продолжать это делать» — sukíí («так же, как») gu (релятив) tin (местоимение 3-го лица множественного числа в форме будущего времени) ɗa (показатель хабитуалиса) pǝ́r («делать») aɗa («снова»). Показатель ɗa во многом соотносится с наречием aɗa «снова» и, возможно, с частицей aɗa, указывающей на местоположение. В предложениях с формами хабитуалиса наречие aɗa отмечается довольно часто.
Личные местоимения языка дот (самостоятельные, интранзитивные и генитивные):
| форма           | единственное число | единственное число | единственное число | множественное число | множественное число | множественное число |
| форма           | 1-е лицо           | 2-е лицо           | 3-е лицо           | 1-е лицо            | 2-е лицо            | 3-е лицо            |
| форма           | я                  | ты                 | он, она, оно       | мы                  | вы                  | они                 |
| --------------- | ------------------ | ------------------ | ------------------ | ------------------- | ------------------- | ------------------- |
| самостоятельная | ám                 | kí                 | ǝri                | ma                  | ko                  | sǝ́ŋ                 |
| интранзитивная  | (′)                | -kí                | -tí                | -ma                 | -ko                 | -sǝ́ŋ                |
| генитивная      | gin                | gee                | gǝs                | gǝm                 | gǝŋ                 | gǝsǝ́ŋ               |

Самостоятельные местоимения выполняют в предложении различные синтаксические функции: выступают в качестве темы, являются сказуемым в безглагольных конструкциях, а также выполняют функцию прямого дополнения. Как вариант самостоятельного местоимения 1-го лица единственного числа употребляется аффикс -(ǝ́)m.
Интранзитивные местоимения представляют собой аффиксы, которые присоединяются к основе глагола (обычно с последующей ассимиляцией конечной согласной основы). В 1-м  лице единственного числа аффикс отсутствует, его функцию выполняет маркирование последнего слога глагола высоким тоном. Местоимение 3-го лица единственного числа -tí так же, как и местоимение продолженного времени tyáà, унаследовано в дот от общечадского местоимения 3-го лица женского рода. Во всех остальных случаях местоимения как женского рода, так и мужского рода, вытеснены формой местоимения ǝri, производной, по-видимому, от слова ǝrǝ́m «вещь».
Формы генитива терминов родства (baa «муж»; kon «сын»; kwamí «родня со стороны мужа или жены»; ʧénsi «дядя») образуются с помощью особых аффиксов: 
| форма  | единственное число | единственное число | единственное число | множественное число | множественное число | множественное число |
| форма  | 1-е лицо           | 2-е лицо           | 3-е лицо           | 1-е лицо            | 2-е лицо            | 3-е лицо            |
| ------ | ------------------ | ------------------ | ------------------ | ------------------- | ------------------- | ------------------- |
| аффикс | -(n)íí             | -(n)íŋgee          | -(n)ǝ́s             | -(n)ǝ́ma             | -(n)ǝ́ŋgǝn           | -(n)ǝ́sǝ́ŋ            |
| «дядя» | ʧeníí              | ʧeníŋgee           | ʧenǝ́s              | ʧenǝ́ma              | ʧenǝ́ŋgǝŋ            | ʧenǝ́sǝ́ŋ             |
| «муж»  | baaníí             | baaníŋgee          | baanǝ́s             | baanǝ́ma             | baanǝ́ŋgǝŋ           | baanǝ́sǝ́ŋ            |

Датив в языке дот не имеет особых парадигм за исключением форм местоимений 3-го лица, у которых падежные отношения передаются с помощью присоединяемого к глагольной форме суффикса -íí, (самостоятельное местоимение 3-го лица единственного числа ǝri в функции прямого дополнения в дативе опускается): 
| число         | перфект                                     | продолженное время                        | будущее время                             |
| ------------- | ------------------------------------------- | ----------------------------------------- | ----------------------------------------- |
| единственное  | tǝ súndǝríí yak «они принесли (это) ему»    | taa súndǝrtíí «они приносят (это) ему»    | tin súndǝrníí «они принесут (это) ему»    |
| множественное | tǝ súndǝríí sǝ́ŋ ŋak «они принесли (это) им» | taa súndǝrtíí sǝ́ŋ «они приносят (это) им» | tin súndǝrníí sǝ́ŋ «они принесут (это) им» |

Неопределённое местоимение «некоторый, некий» выполняют функцию детерминатива неопределённости. Данное местоимение имеет две формы, которые могут указывать на число согласуемого с ним имени. Детерминатив в форме единственного числа — gǝlǝˆm, в форме множественного числа — dʒilǝˆm: áp! áy gǝlǝˆm a gon! «смотри! этот здесь!» — áp (восклицание) áy (восклицание) gǝlǝˆm (детерминатив единственного числа) a (предлог) gon («здесь»).
В роли квантификаторов в языке дот выступают определительные местоимения kóóno «все»; kóógee «каждый»; kúm «всё»: kóóno a gyámɬǝ-ti «все смеются» — kóóno («все») a (показатель продолженного времени) gyámɬǝ-ti (отглагольное существительное, образованное от глагола «смеяться»). Местоимение kóógee ставится перед именем существительным в определённой форме или именной синтагмой, к которым присоединяется суффикс -i: kóógee dʒen-i «каждый год» — kóógee («каждый») dʒen-i (существительное «год» в определённой форме); kóógee dʒen namtám-i «каждые пять лет» — kóógee («каждый») dʒen («год») namtám-i (числительное «пять» в определённой форме). Квантификатор kúm может выступать как в функции местоимения, так и в адъективной функции: kúm ǝrǝ́m gu ʃáál-ǝ́m mak... «всякая вещь, которая мне мешает...» — kúm («всякий») ǝrǝ́m («вещь») gu (релятив) ʃáál-ǝ́m (глагол «беспокоить, мешать» с местоимением-суффиксом -ǝ́m в форме 1-го лица единственного числа в функции прямого дополнения) mak (показатель перфекта); min ú sálla min ú kírísta kúm tǝɗa mááni sǝ́ŋ «мусульмане, христиане все вместе» — min («человек») ú (показатель генитива) sálla («мусульмане») min («человек») ú (показатель генитива) kírísta («христиане») kúm («все») tǝɗa (местоимение 3-го лица множественного числа в форме хабитуалиса) mááni («вместе») sǝ́ŋ (интранзитивное местоимение 3-го лица множественного числа).
В дейктической функции выступают указательные местоимения: goní/gon «вот это» — gwey «вон то»; wúrdʒoní «вот эти» — wúrdʒwey «вон те»; ɬáá goní «эта корова» — ɬáá gwey «та корова»; ɬáá dʒoní «эти коровы» — ɬáá dʒwey «те коровы».

#### Глагол
Все глаголы в языке дот Б. Карон разделяет на классы в зависимости от числа слогов и распределения тонов в глагольной форме:
- глаголы, состоящие из одного слога с низким тоном: fee «повернуться» (56 %);
- глаголы, состоящие из одного слога с высоким тоном: féé «рассказывать» (13 %);
- глаголы, состоящие из двух слогов с последовательностью из высокого и низкого тонов: kǝ́tir «бежать» (20 %);
- глаголы, состоящие из двух слогов с низким тоном: ɬakaa «глотать» (8 %);
- глаголы, состоящие из двух слогов с последовательностью из низкого и высокого тонов: ɬǝɓǝ́t «вставать» (6 слов);
- глаголы, состоящие из двух слогов с высоким тоном: súkǝ́t «смешивать» (3 слова).

Кроме того, в языке дот отмечен один глагол с тремя слогами, заимствованный из языка хауса, в котором первый тон высокий, а второй и третий — низкие: káranta «читать».
Множественное число у глаголов не имеет последовательного выражения. В некоторых случаях на множественное число глагола, согласуемого с субъектом или объектом в форме множественного числа, может указывать суффикс -ni, который изменяет тон предшествующего слога основы на высокий. Например, pǝ́r «делать»  (в единственном числе) и pǝ́rni (во множественном числе); ci «есть», «кушать» (в единственном числе) и cíni (во множественном числе): əri gu máá ʧi aɗa «то, с чем я буду есть» — əri (местоимение 3-го лица единственного числа) gu (релятив) máá (местоимение 1-го лица единственного числа в форме будущего  времени) ʧi (глагол «есть») aɗa (союз «с»); man ʧí-ni gálba «мы победим» — man (местоимение 1-го лица множественного числа в форме будущего времени) ʧí-ni (глагол «есть» в форме множественность числа) gálba («победа»). С перфективными формами глагола суффикс -ni не употребляется.
Формы каузатива в языке дот образуются при помощи суффиксов («расширителей») -r и -dər. Первый суффикс присоединяется к CV-глаголам, при этом предшествующий суффиксу слог основы меняет тональность на высокую, если она была низкой в некаузативной форме, или сохраняет высокую тональность, если этот слог изначально имел высокий тон: ʃí «спускаться» — ʃír «снимать, спускать (что-нибудь)»;  ta «выходить» — tár «выносить, вынимать (что-нибудь)»;  tswaa «взбираться, карабкаться» — tswár «поднимать (что-нибудь)». Второй суффикс, всегда сохраняющий низкую тональность, присоединяется к CVC-глаголам. Так же, как и первый суффикс, он меняет тональность предшествующего слога основы на высокую: fun «прятаться» — fúndər «прятать (что-нибудь)»; rǝ́s «идти» — rǝ́ddər «повести (что-нибудь)»; suk «сесть» — súkdər «усадить (кого-нибудь)». Некоторые глаголы имеют только каузативные формы, не связанные с другими формами глаголов: mándər (máldər) «продавать»; súndər «нести» и т. д.
Суффикс («расширитель») -ni, схожий с показателем множественного числа, но не изменяющий в отличие от последнего тон предшествующего слога основы, употребляется со статическими глаголами и в случае выражения глаголами достижения конкретного результата, направленного на предмет: a ndák-ni ʃim ú ɓaníí «я предпочитаю горячую пищу» — a (местоимение 1-го лица единственного числа в форме аориста) ndák-ni (глагол «нравится» с показателем -ni) ʃim («пища») ú (показатель генитива) ɓaníí («горячая»); ʃim goní ɓan-ni sooséé «эта еда слишком горячая» — ʃim («пища») goní («эта») ɓan-ni («горячая» с показателем -ni) sooséé («в самом деле»); mbakǝ́ŋ níí tá-ni «(он) козёл войдёт» — mbakǝ́ŋ («(он) козёл») níí (показатель будущего времени) tá--ni (глагол «входить, вводить» с показателем -ni).
Отглагольные существительные по способу образования делятся на две группы. В обеих группах существительные образуются от соответствующих форм глаголов с помощью суффикса -ti. В первой группе, к которой относятся отглагольные существительные, образованные от всех форм глаголов, кроме форм длительного (продолженного) времени, тональность в слове всегда сохраняется низкой или изменяется на низкую, если в глагольной форме была высокой: ʧet «достигать» — ʧetti «достижение, прибытие»; wáá «петь» — waati «пение»; ɬǝɓǝ́t «подниматься, вставать» — ɬǝɓǝtti «поднимание». Во второй группе, к которой относятся отглагольные существительные, образованные от форм длительного (продолженного) времени, тональность слова зависит от числа слогов в глаголе. В существительных, образованных от глагола с одним слогом, тон первого слога всегда высокий: ʧet — ʧétti. В существительных, образованных от глагола с двумя слогами, тональность сохраняется такой же, какой была в исходной глагольной форме.
Примеры отглагольных существительных, образованных от форм глаголов с двумя слогами:
| глаголы               | отглагольные существительные | отглагольные существительные |
| глаголы               | непродолженное время         | продолженное время           |
| --------------------- | ---------------------------- | ---------------------------- |
| НН bǝrti «бояться»    | ННН bǝrtiti                  | ННН bǝrtiti                  |
| НН ɗikǝr «катить»     | ННН ɗikǝrti                  | ННН ɗikǝrti                  |
| НВ bikǝ́t «крутиться»  | ННН bikǝtti                  | НВН bikǝ́tti                  |
| НВ dokál «учить»      | ННН dokalti                  | НВН dokálti                  |
| ВН fífee «свистеть»   | ННН fifeeti                  | ВНН fífeeti                  |
| ВН gyámɬi «смеяться»  | ННН gyamɬiti                 | ВНН gyámɬiti                 |
| ВВ kwákál «скреплять» | ННН kwakalti                 | ВВН kwákálti                 |
| ВВ súkǝ́t «смешивать»  | ННН sukətti                  | ВВН súkǝ́tti                  |

Причастия образуются при помощи суффикса -ənii от глаголов действия, которое завершилось достижением результата. В случае, если глагол заканчивается на носовую согласную, суффикс принимает форму -ii, если же глагол заканчивается на гласную, форма суффикса меняется на -yinii. После согласной ŋ суффикс причастия произносится как [əy]. В атрибутивных конструкциях представлена краткая форма суффикса без конечной части ii. Тоны слогов причастия складываются по схеме НВН: ɓwák «разделать» — ɓwakǝ́nii, ɓwakǝ́n; dzu «заполнить» — dzuyínii, dzuyín; kút «закружить» — kuɗǝ́nii, kuɗǝ́n; kókən «засушить» — kokǝ́nii, kokǝ́n; mása «сузить» — masayínii, masayín; ngyóó «созреть» — ngyoyínii, ngyoyín; pusáŋ «оставаться» — pusáŋii, pusáŋ; ros «сгнить» — rosǝ́nii, rosǝ́n; ʧuu «закончить» — ʧuyínii, ʧuyín.
Конструкции с атрибутивными причастиями образуют последовательность «причастие + имя существительное», формы причастий при этом могут быть только краткими: mándərəm kókən buróódi yak! «дай мне подсушенного хлеба!» — mándərəm (глагол «дать» с местоимением в форме 1-го лица единственного числа в функции прямого дополнения) kókən (причастие, образованное от глагола «засушить») buróódi («хлеб») yak (показатель перфекта). Конструкции утверждения с предикативными причастиями строятся с помощью неглагольной связки ni («причастие + ni + имя существительное»): buróódi ni kokǝ́nii «хлеб подсушенный» — buróódi («хлеб») ni (связка, или копула) kokǝ́nii (причастие, образованное от глагола «засушить»). В конструкциях с отрицанием используется ещё и частица ndi: buróódi ni kokǝ́nii ndi «хлеб неподсушенный» — buróódi («хлеб») ni (связка, или копула) kokǝ́nii (причастие, образованное от глагола «засушить») ndi (частица отрицания). Также отрицание может быть выражено перфектной формой глагола: buróódi ɗii kókən ndi «хлеб неподсушился» — buróódi («хлеб») ɗii (показатель отрицания в форме перфекта) kókən (перфектная форма глагола «засушить») ndi (частица отрицания).

#### Наречие
Наречия места: gon/woní «здесь»; wéy «там». Наречия времени: aɗa «снова».

#### Служебные слова
Среди частиц широко употребительным является полифункциональный показатель генитива ú (с вариантами произношения [ʔú] или [ʔǝ́]). Он используется для выражения посессивных отношений между объектами (bǝn ú bas ú wún «дом отца девочки»), для образования адъективных конструкций (dzwam ú zíí «железо» (буквально «металл чёрного»); ʧar ú ɓǝri «лунный свет» (буквально «луна белого»); rǝbúʧi < rǝp ú ʧi «пища» (буквально «вещь, чтобы есть»)), для введения дополнения из предикатов (lwáksi ú ǝrə́m gu... «раздражённый от того, что...»), образования фраз с предлогами (a dum ú lok «перед королём, правителем») и т. д. Ещё одна полифункциональная частица aɗa указывает на местоположение, а также может использоваться в конструкциях утверждения и посессивности. Для выражения отрицания служит частица ndi/mbi, для утверждения — ee «да». Частица hak используется для выражения перфекта.
К предлогам в языке дот относятся: a «в, на, при, у, около»; bukáá («после»). В том числе сложные предлоги a bǝ(t) «на, наверху»; a gǝs «под, снизу»; a dalə́n «через»; a káá «за, сзади»; a dum, a kǝnaa «перед»; asi «внутри»; a ndə́ŋ «снаружи»; a bii «рядом, около».
К союзам относят: aɗa «с»; ín «если».
Целый ряд служебных слов (союзы, вспомогательные глаголы, частицы и т. д.) заимствованы в дот из языка хауса.

### Синтаксис
В определительных словосочетаниях согласование главного компонента и грамматически зависимого происходит либо при помощи порядка слов, либо при помощи связки ni: ʃin gin Múúsá Zeyláání «моё имя Муса Зайлани» — ʃin («имя») gin (местоимение 1-го лица единственного числа в форме генитива) Múúsá Zeyláání (имя собственное Муса Зайлани); kí ni lok ú zoɗi «ты — правитель зоди» — kí (самостоятельное местоимение 2-го лица единственного числа) ni (связка, или копула) lok («король, правитель») ú (показатель генитива) zoɗi («зоди»). Связка sǝŋ используется в рассматриваемых конструкциях для указания на фокус предложения: Dáwda Múúsá sǝŋ lok zoɗi «это Дауда Муса, который является правителем зоди» — Dáwda Múúsá (имя собственное Дауда Муса) sǝŋ (связка, или копула, указывающая на фокус) lok («король, правитель») zoɗi («зоди»).
В локативных конструкциях обычно используется связка ni и предложные обороты, начинающиеся с предлога a «в, на, при, у, около» (a bǝ(t) «на, наверху»; a gǝs «под, снизу»; a dalə́n «через»; a káá «за, сзади»; a dum, a kǝnaa «перед»; asi «внутри»; a ndə́ŋ «снаружи»; a bii «рядом, около» и т. п.; копула и предлог a могут образовывать сокращённые формы, например, nǝ-a > naa): kwálɓá naa bǝt tə́ə́bur «бутылка на столе» — kwálɓá («бутылка») naa (связка, или копула, с предлогом a) bǝt («верх») tə́ə́bur («стол»).
В предикатах локализации используется полифункциональная частица aɗa: ám a bǝn rǝp gu ám aɗa «(только) я знаю где я» — ám (самостоятельное местоимение 1-го лица единственного числа) a (местоимение 1-го лица единственного числа в форме аориста) bǝn («знать») rǝp («место») gu (релятив) ám (самостоятельное местоимение 1-го лица единственного числа) aɗa (показатель локативности). Эта же частица применяется в конструкциях утверждения и посессивности: ee Yanzú aɗa «да, (это) Янзу» — ee («да») Yanzú (имя собственное Янзу) aɗa (показатель локативности); ám aɗa ú ʼyǝrə́m wúrdʒu... «у меня есть друзья, которые...» — ám (самостоятельное местоимение 1-го лица единственного числа) aɗa (показатель локативности) ú (показатель генитива) ʼyǝrə́m («друг») wúrdʒu (относительное местоимение «кто, который» во множественном числа).
Отрицание выражается при помощи частицы ndi/mbi, которая ставится в конце словосочетания или предложения.

### Лексика
Наряду с общечадской лексикой в языке дот, как и во многих других языках Северной Нигерии, имеются многочисленные заимствования из западночадского языка хауса, одного из наиболее престижных языков региона. В языке дот эти заимствования образуют до 25% всего словарного состава.